# Ювенільні флюїди
Ювенільні флюїди (рос. ювенильные флюиды, англ. juvenile fluids, нім. juvenile Fluide) — первинні (лат. juvenilis — юний) розчини, флюїди, що мають ендогенне походження (зумовлене внутр. енергією Землі). Виділяються з мантії. Присутні у водах зон глибинних розломів районів сучасної тектонічної активності.

## Інтернет-ресурси
- Ювенільні процеси [Архівовано 29 жовтня 2013 у Wayback Machine.]

| Геологія | Це незавершена стаття з геології. Ви можете допомогти проєкту, виправивши або дописавши її. |